# ليونارد فولتون روس
ليونارد فولتون روس (بالإنجليزية: Leonard Fulton Ross)‏ هو محامي وقاضي وضابط أمريكي، ولد في 18 يوليو 1823 في ليستاون في الولايات المتحدة، وتوفي بنفس المكان في 17 يناير 1901.